# Vlkanov (okres Havlíčkův Brod)
Vlkanov (německy Wilkanow) je obec v okrese Havlíčkův Brod v Kraji Vysočina. Žije zde 51 obyvatel.

## Historie
První písemná zmínka o obci pochází z roku 1591.
| Rok            | 1869 | 1880 | 1890 | 1900 | 1910 | 1921 | 1930 | 1950 | 1961 | 1970 | 1980 | 1991 | 2001 | 2006 | 2014 |
| Počet obyvatel | 193  | 195  | 164  | 159  | 141  | 149  | 138  | 107  | 98   | 91   | 87   | 47   | 45   | 46   | 52   |